# Ludovic Asuar
Ludovic Asuar (Marsiglia, 27 ottobre 1976) è un ex calciatore francese, di ruolo centrocampista.

## Carriera
Mediano, vanta 141 presenze e 11 reti in Ligue 1.

## Palmarès

### Club

#### Competizioni nazionali
- Division 2: 1

Olympique Marsiglia: 1994-1995